# Bucerotiformes
Bucerotiformes je red ptica koji se tradicionalno sastoji od dvije porodice Bucerotidae s 13 rodova: Aceros, Anorrhinus, Anthracoceros, Berenicornis, Buceros, Bycanistes, Ceratogymna, Ocyceros, Penelopides, Rhinoplax, Rhyticeros, Tockus i Tropicranus;  i Bucorvidae, s rodom Bucorvus. Redu se pripisuje i porodica Upupidae s rodom Upupa
Nekada je porodoca Bucerotidae klasificirana u red Coraciiformes, a danas se vode kao samostalan red uključujući i porodicu Bucorvidae, iz kojeg su obadvije izdvojene.